# Lagónovo
Lagónovo (en rus: Лагоново) és un poble de l'óblast de Leningrad, a Rússia, que el 2017 tenia 102 habitants, pertany al districte de Vólossovo.